# Königsberg (Hessen)
Königsberg is een plaats in de Duitse gemeente Biebertal, deelstaat Hessen, en telt 848 inwoners.